# Lind-Nationalpark
Der Lind-Nationalpark ist ein Nationalpark im Osten des australischen Bundesstaates Victoria. Er liegt im östlichen Gippsland am Princes Highway zwischen Orbost und Cann River, 353 km östlich von Melbourne. Das 1.370 ha große Gebiet wurde 1925 zum Nationalpark erklärt und nach Sir Albert Lind, dem ehemaligen Landwirtschaftsminister Victorias benannt, der fünf neue Nationalparks einweihte.

## Geschichte
Während des victorianischen Goldrausches in der zweiten Hälfte des 19. Jahrhunderts wurde auch an den Bächen in diesem Gebiet Gold gewaschen. Die Kleinstadt Club Terrace wurde nach der Ace of Clubs-Mine und den Abraumterrassen benannt, die nach Ende der Goldschürferei zurückblieben.

## Vegetation
Im Lind-Nationalpark findet sich warm-gemäßigter Regenwald mit verschiedensten Eukalyptusarten, z. B. Grauer Eukalyptus (Eucalyptus punctata), Messmate Ash und Silvertop Ash. Entlang den Bächen ist Flusspfefferminze anzutreffen. Tiefrot blüht die Telopea von Oktober bis Dezember.

## Einrichtungen
Am Grawler Creek gibt es einen Picknickplatz. Der Euchre Valley Nature Drive ermöglicht das Durchqueren des Regenwalds mit dem Auto.